# Anguliphantes curvus
Anguliphantes curvus là một loài nhện trong họ Linyphiidae.
Loài này thuộc chi Anguliphantes. Anguliphantes curvus được Andrei V. Tanasevitch miêu tả năm 1992.